# Magia (álbum de Maluma)
Magia é o álbum de estreia do artista musical colombiano Maluma. Foi lançado em 7 de agosto de 2012, pela Sony Music Colômbia. O álbum foi apoiado por seis singles: "Farandulera", "Loco", "Obsesión", "Magia", "Pasarla Bien" e "Miss Independente".

## Faixas
| N.º            | Título                                                 | Duração |  |
| 1.             | "Intro, Magia"                                         | 2:12    |  |
| 2.             | "Pasarla Bien"                                         | 3:34    |  |
| 3.             | "Obsesión"                                             | 3:00    |  |
| 4.             | "Primer Amor"                                          | 3:21    |  |
| 5.             | "Vámonos de Fuga"                                      | 3:00    |  |
| 6.             | "Mala"                                                 | 2:51    |  |
| 7.             | "Presiento"                                            | 2:57    |  |
| 8.             | "Loco"                                                 | 3:10    |  |
| 9.             | "Miss Independent"                                     | 2:54    |  |
| 10.            | "La Intención"                                         | 2:52    |  |
| 11.            | "Correr el Riesgo" (featuring Piso 21)"                | 2:41    |  |
| 12.            | "Malo"                                                 | 3:25    |  |
| 13.            | "Dos Amores"                                           | 2:55    |  |
| 14.            | "Farandulera"                                          | 2:47    |  |
| 15.            | "Hoy"                                                  | 2:33    |  |
| 16.            | "Me Gusta Todo de Ti"                                  | 2:29    |  |
| 17.            | "Obsesión (featuring Dyland & Lenny) (Official Remix)" | 3:16    |  |
| 18.            | "Te Quiero Cerquita"                                   | 3:03    |  |
| 19.            | "Tu Mirada"                                            | 3:17    |  |
| Duração total: | Duração total:                                         | 56:17   |  |

## Vendas e certificações
| Região                                                                                             | Certificação | Vendas |
| -------------------------------------------------------------------------------------------------- | ------------ | ------ |
| Colômbia (ASINCOL)                                                                                 | Ouro         | 5,000x |
| *números de vendas baseados somente na certificação ^distribuições baseadas apenas na certificação |              |        |